# Кусикьянц, Григорий Филиппович

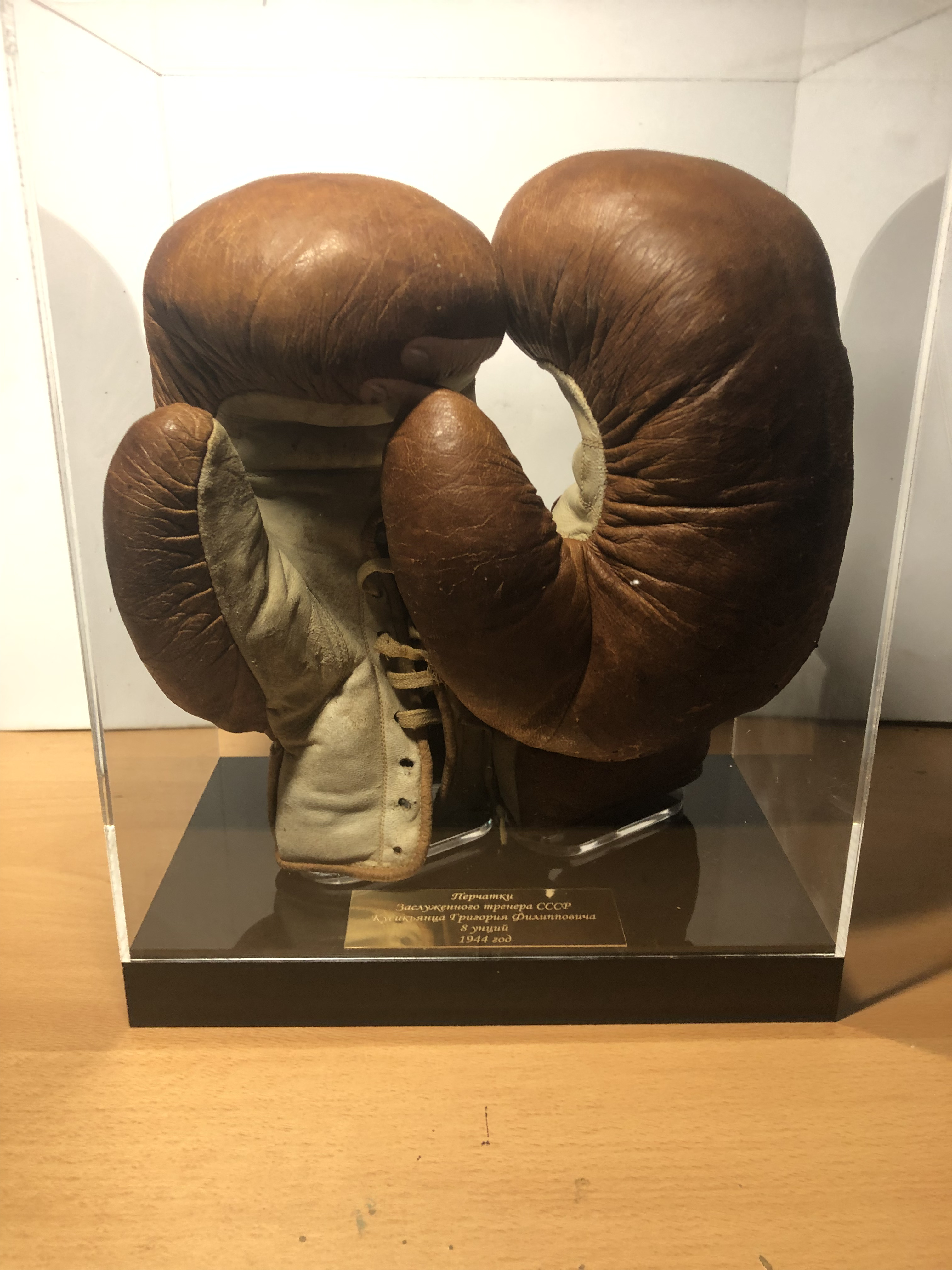
Перчатки, в которых боксировал Григорий Филиппович

Григорий Филиппович Кусикьянц (12 марта 1915, Армавир — 20 декабря 2002, Санкт-Петербург) — советский тренер по боксу. Заслуженный тренер СССР (1964). Судья Всесоюзной категории.

## Биография
Родился 12 марта 1915 года в Армавире.
В 1933 году после переезда семьи в Ленинград начал заниматься боксом, стал перворазрядником. Окончил Государственный институт физической культуры имени П. Ф. Лесгафта. В 1941 году с началом Великой Отечественной войны ушёл на фронт добровольцем, служил начальником охраны аэродрома Горелово, после контузии при бомбардировке аэропорта — начальником военно-допризывной подготовки МВД.
С 1945 года на тренерской работе. В 1961—1973 был старшим тренером сборной Центрального совета ДСО «Динамо», в 1961—1967 годах входил в тренерский штаб сборной СССР. Подготовил призёров чемпионата СССР Алексея Пичугина, Бориса Опука, Леонида Пивоварова, Виктора Егорова, чемпионов СССР Романа Каристэ и Юрия Коноплёва. Наиболее известным воспитанником Григория Кусикьянца был олимпийский чемпион, обладатель Кубка Вэла Баркера Валерий Попенченко.
Умер на 88-м году жизни 20 декабря 2002 года в Санкт-Петербурге. Похоронен на Серафимовском кладбище.

## Память
- С 2003 года в Санкт-Петербурге ежегодно проводится турнир по боксу, посвящённый памяти Григория Кусикьянца.
- На базе Красногвардейской ДЮСШ создан боксёрский клуб «Олимп» имени Г. Ф. Кусикьянца.
- Имя Григория Кусикьянца увековечено на Аллее Славы звёзд спорта в Красносельском районе Санкт-Петербурга.
- Образ Г. Ф. Кусикьянца воплотил в кино актёр Сергей Безруков («Мистер Нокаут», 2022, реж. А. Михалков).